# ماوگوژاتا شوموفسکا
ماوگوژاتا شوموفسکا (لهستانی: Małgorzata Szumowska؛ ‏ تلفظ لهستانی: [mawɡɔˈʐata]؛ زادهٔ ۲۶ فوریهٔ ۱۹۷۳) یک کارگردان فیلم، فیلم‌نامه‌نویس، تهیه‌کننده فیلم اهل لهستان است. وی در شصت و سومین جشنواره بین‌المللی فیلم برلین برندهٔ جایزه تدی و در جشنواره بین‌المللی فیلم استانبول برندهٔ جایزهٔ بزرگ جشنواره شد. وی همچنین در سال ۲۰۱۵ برندهٔ خرس نقره‌ای برای بهترین کارگردان و در شصت و هشتمین جشنواره بین‌المللی فیلم برلین برندهٔ جایزه بزرگ هیئت داوران شد.
از فیلم‌ها یا مجموعه‌های تلویزیونی که وی در آن‌ها نقش داشته است، می‌توان به همبستگی، همبستگی...، ۳۳ صحنه از زندگی، آنان، «پدر»، «غریبه» و «مرد خوشبخت» اشاره نمود.